# Danny Froger
Danny Froger (Amsterdam, 7 januari 1988) is een Nederlandse zanger. Hij maakt Nederlandstalige muziek en is de zoon van zanger René Froger.

## Biografie
Danny Froger werd geboren in een artiestenfamilie. Zijn vader is zanger René Froger en zijn grootvader was volkszanger Bolle Jan. Zijn stiefmoeder is presentatrice Natasja Froger.
In 2004 maakte Froger, aan de hand van zijn vader, zijn podiumdebuut in de Amsterdam ArenA. In de jaren die volgden was hij te zien in diverse realitysoaps rond het gezin Froger, waaronder De Frogers: Effe geen cent te makken en De Frogers: Helemaal Heppie. 
Tijdens de jubileum-concerten van De Toppers in 2009 song René Froger een ode aan zijn moeder met het nummer Here In My Heart. Danny Froger zong samen met zijn vader en halfbroers Maxim en Didier het nummer Father And Friend, origineel van Alain Clark. In 2010 brachten ze samen, onder de naam De Frogers, de single Zo heppie! uit, die de 24e plaats in de Nederlandse Top 40 wist te behalen. In 2012 bracht hij zijn eerste solosingle Vandaag uit, gevolgd door de single Harder. Hetzelfde jaar won Froger een Buma Award als beste nieuwkomer. Ook deed hij mee aan het AVRO-programma Strictly Come Dancing, waarin hij als derde afviel.  Op 10, 20, 21, 22, 23 & 24 december 2016 trad Froger als gastartiest op tijdens Toppers in concert - Christmas party of the year in Ahoy Rotterdam.
In 2017 was Froger een van de deelnemers van het achttiende seizoen van het RTL 5-programma Expeditie Robinson, hij viel als twaalfde af en eindigde op de 8e plaats. Begin 2018 was Froger met zijn ouderlijk gezin te zien in het RTL 4-programma Groeten uit 19xx. In het najaar van 2018 was Froger een van de deelnemers aan de programma's Boxing Stars en The Roast of Johnny de Mol.
In 2020 deed Froger samen met zijn vader René mee aan de Top 4000 Muziekquiz. In 2022 nam Froger als kandidaat deel aan De Alleskunner VIPS op SBS6. In 2023 was Froger te zien als secret singer in het televisieprogramma Secret Duets. In datzelfde jaar was hij te zien in het televisieprogramma DNA Singers waarin hij samen met zijn oom Carlo zong. Ook deed Froger in 2023 met zijn familie mee aan het televisieprogramma De kwis met sneeuwballen.
In 2024 deed Froger samen met zijn stiefmoeder Natasja Froger mee aan het televisieprogramma De Grote Muziekquiz. In september 2024 deed Froger mee aan het televisieprogramma De Verraders Halloween als getrouwe. In 2025 deed hij mee aan het televisieprogramma No Way Back VIPS. In datzelfde jaar was Froger gastartiest in het televisieprogramma Het Holland Huis en doet hij samen met Ann Dominique Wilten mee aan het Videoland-programma Het Jachtseizoen: Most Wanted. Ook deed Froger in 2025 mee aan het televisieprogramma Let's Play Ball.

## GENTS
In 2015 was er sprake van een jongere versie van De Toppers, die zou moeten gaan opereren onder de naam GENTS. De zangers Wesley Klein, Danny Nicolay en Danny Froger vormen de gelegenheidsformatie. De debuutsingle van het trio was Dans & Zing en kwam uiteindelijk als nummer 33 in de Single Top 100. In 2013, 2014 & 2015 traden Klein, Nicolay en Froger op tijdens de Halftime Show van Toppers in Concert. In 2017 verliet Klein de groep en werd vervangen door Yves Berendse. Samen traden ze op in de Halftime Show van Toppers in Concert 2017.

## Discografie

### Singles
| Single met eventuele hitnotering(en) in de Nederlandse Top 40 | Datum van verschijnen | Datum van binnenkomst | Hoogste positie | Aantal weken | Opmerkingen                                                                |
| ------------------------------------------------------------- | --------------------- | --------------------- | --------------- | ------------ | -------------------------------------------------------------------------- |
| Zo heppie!                                                    | 2010                  | 2-1-2010              | 24              | 3            | als De Frogers                                                             |
| Vandaag                                                       | 2012                  | -                     |                 |              | Nr. 16 in de Single Top 100                                                |
| Harder                                                        | 2012                  | -                     |                 |              | Nr. 9 in de Single Top 100                                                 |
| Koningin van alle mensen                                      | 16-04-2013            | 27-04-2013            | 6               | 3            | als onderdeel van RTL Boulevard United / Nr. 1 in de Single Top 100 / Goud |
| Koningslied                                                   | 19-04-2013            | 27-04-2013            | 2               | 4            | single van het Nationaal Comité Inhuldiging / Nr. 1 in de Single Top 100   |
| Dans en zing                                                  | 2014                  | -                     |                 |              | met Danny Nicolay & Wesley Klein / Nr. 33 in de Single Top 100             |

| Single met hitnotering(en) in de Vlaamse Ultratop 50 | Datum van verschijnen | Datum van binnenkomst | Hoogste positie | Aantal weken | Opmerkingen                      |
| ---------------------------------------------------- | --------------------- | --------------------- | --------------- | ------------ | -------------------------------- |
| Koningslied                                          | 2013                  | 11-05-2013            | 41              | 1            |                                  |
| Dans en zing                                         | 2014                  | 24-05-2014            | tip86*          |              | met Danny Nicolay & Wesley Klein |